# Le Chemin de la bénédiction
Le Chemin de la bénédiction (The Blessing Way) est le 1er épisode de la saison 3 de la série télévisée X-Files.
Cet épisode, qui fait partie de l'arc mythologique de la série, continue l'arc narratif initié dans le dernier épisode de la deuxième saison. Il a obtenu des critiques globalement favorables.

## Résumé
Mulder est activement recherché par les sbires de l'homme à la cigarette mais demeure introuvable. Les Navajos de la réserve finissent par le retrouver, inconscient mais toujours vivant, enterré sous des gravats. Albert Hosteen le conduit dans une hutte à sudation où Mulder a des visions de Gorge profonde et de son père qui le poussent à poursuivre sa quête de la vérité. De son côté, Scully est suspendue et découvre que la cassette contenant les données cryptées a disparu. De plus, Skinner refuse de l'aider et elle en vient à se méfier de lui. Alors qu'elle passe sous un portique détecteur de métaux, celui-ci sonne et elle découvre par la suite qu'elle a un implant métallique à la base de la nuque. Elle se le fait retirer.
Après avoir suivi le rituel de guérison du « chemin de la bénédiction », Mulder se rétablit. Scully se rend à l'enterrement du père de Mulder, où elle est abordée par l'homme bien manucuré. Ce dernier la prévient qu'elle est en danger de mort. Mulder, qui passe pour mort, rend visite à sa mère pour lui montrer une photo de son père en compagnie de membres du Syndicat mais sa mère ne reconnaît personne. Skinner demande à parler en privé à Scully et tous deux se rendent à l'appartement de Mulder. Là-bas, Scully menace Skinner de son arme car elle pense qu'il est un traître, malgré ses dénégations. Pendant ce temps, Melissa Scully arrive chez sa sœur et se fait tirer dessus par deux tueurs, dont Krycek, qui se rendent ensuite compte de leur erreur. Skinner révèle à Scully que c'est lui qui a pris la cassette. Un bruit distrait Scully et Skinner en profite pour sortir son arme, tous deux se tenant désormais mutuellement en joue.

## Distribution
- David Duchovny : Fox Mulder
- Gillian Anderson : Dana Scully
- Mitch Pileggi : Walter Skinner
- Peter Donat : Bill Mulder
- Floyd Westerman : Albert Hosteen
- Melinda McGraw : Melissa Scully
- Sheila Larken : Margaret Scully
- Nicholas Lea : Alex Krycek
- William B. Davis : l'homme à la cigarette
- John Neville : l'homme bien manucuré
- Tom Braidwood : Melvin Frohike
- Jerry Hardin : Gorge profonde
- Rebecca Toolan : Teena Mulder
- Don S. Williams : First Elder

## Production
Chris Carter affirme que ce scénario est l'un de ses favoris. Ayant lui-même perdu récemment un proche lorsqu'il écrit le script, Carter y explore la façon dont Mulder réagit à la mort de son père. Carter, qui a été informé par des Navajos que l'épisode Anasazi comportait quelques erreurs sur leurs traditions, assiste à des rituels navajos pour s'assurer de l'exactitude de cet épisode. Frank Spotnitz s'inquiète des réactions du public envers toute la partie de l'épisode incluant du mysticisme indien mais se montre par contre très enthousiaste envers toute l'histoire concernant Scully.
Les scènes censées se dérouler au Nouveau-Mexique sont filmées dans la même carrière qui avait déjà été décorée pour l'épisode Anasazi. L'immense travail de peinture qui avait été réalisé pour l'occasion ne nécessite que quelques retouches. Les deux peintures sur sable qui apparaissent dans la séquence du rituel du « chemin de la bénédiction » sont créées par un expert, qui met une journée entière à les réaliser.
Le superviseur des effets spéciaux affirme que la scène où Mulder a des visions de son père et de Gorge profonde est celle qui a été la plus difficile à concevoir de toute la saison. À l'occasion de cet épisode, Mark Snow modifie légèrement la mélodie de piano du générique. L'épisode est dédié à la mémoire de Larry Wells, qui était un costumier de la série. David Duchovny se déclare après coup déçu par son rôle dans l'épisode, estimant que c'était une occasion manquée pour son personnage car il aurait aimé avoir la chance d'en faire plus. Chris Carter estime à l'inverse qu'il a fait ce qu'il fallait pour le personnage de Mulder car la tension dramatique devait plus reposer sur les épaules de Scully.

## Accueil

### Audiences
Lors de sa première diffusion aux États-Unis, l'épisode réalise un score de 12,3 sur l'échelle de Nielsen, avec 22 % de parts de marché, et est regardé par 19,94 millions de téléspectateurs, ce qui en fait l'épisode connaissant le meilleur taux d'audience de la 3e saison.

### Accueil critique
L'épisode recueille des critiques globalement favorables. Sarah Stegall, du site Munchkyn Zone, lui donne la note de 5/5. John Keegan, du site Critical Myth, lui donne la note de 10/10. Le site Le Monde des Avengers lui donne la note de 4/4.
Dans leur livre sur la série, Robert Shearman et Lars Pearson lui donnent la note de 3,5/5. Le magazine Entertainment Weekly lui donne la note de B+. Todd VanDerWerff, du site The A.V. Club, lui donne la note de B-.